# Christopher Addison, 1. Viscount Addison

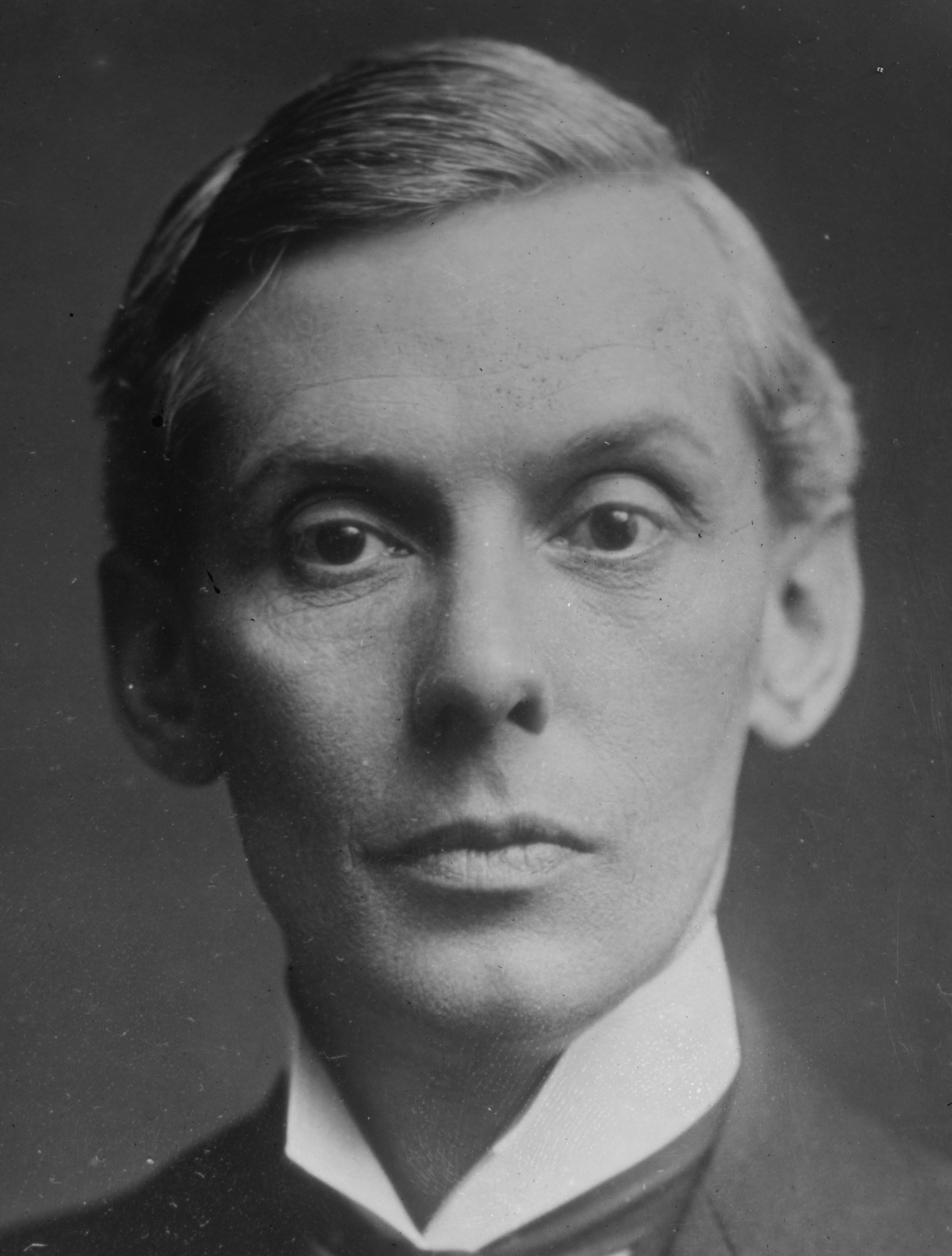
Christopher Addison, 1. Viscount Addison

Christopher Addison, 1. Viscount Addison, KG, PC (* 19. Juni 1869 in Hogsthorpe, Lincolnshire; † 11. Dezember 1951 in London) war ein englischer Anatomieprofessor und Politiker. Er war während des Ersten Weltkriegs Minister of Munitions und später Gesundheitsminister.

## Frühe Jahre
Christopher Addison wurde am 19. Juni 1869 in Hogsthorpe in Lincolnshire geboren. Mit 13 Jahren besuchte er das Trinity College in Harrogate. An der Sheffield Medical School und dem St Bartholomew’s Hospital in London studierte er später Medizin und wurde Anatomieprofessor an den Universitäten in Cambridge und London. Für seine Eltern, seine Familie war bereits seit mehreren Generationen Eigentümer einer Farm, war seine Ausbildung äußerst kostspielig. Deshalb unterstützte Addison nach seinem Abschluss seine Eltern auch finanziell. Er erhielt zunächst eine Professur an der University of Sheffield und wechselte später an das Charing Cross Hospital in London. Er war lange Zeit Präsident der Anatomischen Gesellschaft von Großbritannien und Irland. Außerdem war er von 1898 bis 1901 Herausgeber der Fachzeitschrift „Quarterly Medical Journal“. Im Jahre 1902 heiratete er Isobel Gray. Sie hatten zusammen zwei Töchter und drei Söhne. Isobel, Tochter eines reichen schottischen Geschäftsmannes, unterstützte ihren Ehemann sowohl moralisch, als auch finanziell, nachdem er sich für eine politische Karriere entschieden hatte.

## Politik

### Liberale Politik
Motiviert von dem Willen, die Armut zu bekämpfen – er war der Meinung, Armut könne nicht von Medizinern, sondern nur von Regierungen bekämpft werden –, ließ er sich 1907 in Hoxton, Shoreditch, als Kandidat der Liberalen aufstellen, in das britische Unterhaus gewählt wurde er allerdings erst 1910 für den Wahlkreis Hoxton. Er war dann im Ersten Weltkrieg zunächst von 1914 bis 1915 Parlamentarischer Staatssekretär (Parliamentary Secretary) im Erziehungsministerium, darauf Parlamentarischer Staatssekretär im Munitionsministerium. Nachdem David Lloyd George zum Kriegsminister ernannt worden war, wurde Addison Munitionsminister, ein Amt, das nur während des Ersten Weltkrieges bestand, und 1917 Minister für Wiederaufbau. Nach dem Krieg war er von 1919 bis 1921 Gesundheitsminister im Kabinett Lloyd George, wurde allerdings bei der Wahl 1922 aus dem Parlament gewählt. Dort hatte er seit 1918 den Wahlkreis Shoreditch vertreten.

### Labour-Politik
Die Zeit nach dem Weltkrieg hatte ihn nachdenklich gestimmt und über seine politische Richtung zweifeln lassen. Schon bei der Wahl 1923 unterstützte er den Wahlkampf von Kandidaten der Labour Party; er selbst ließ sich bei der nächsten Wahl 1924 aufstellen, konnte sich allerdings nicht durchsetzen. Während dieser Zeit kehrte er zu seiner Farm zurück, auf der er aufgewachsen war, und veröffentlichte zahlreiche Bücher, unter anderem The Betrayal of the Slums und Practical Socialism. Im Wahlkreis Swindon in Wiltshire konnte er 1929 wieder einen Sitz im Parlament gewinnen. Daraufhin holte ihn Ramsay MacDonald 1929 als Parlamentarischer Staatssekretär ins Agrarministerium. Nach Noel Buxtons Rücktritt als Minister wurde Addison 1930 sein Nachfolger. Er arbeitete zusammen mit Clement Attlee, dem späteren Vorsitzenden der Labour Party, mit dem ihn eine enge Freundschaft verband. Er verlor seinen Sitz im Parlament 1931 an seinen konservativen Vorgänger Reginald Mitchell Banks, konnte ihn aber 1934 in einer Nachwahl, in dem Jahr, in dem seine Frau Isobel starb, wieder zurückerobern. Im Jahr 1935 verlor er seinen Sitz allerdings schon wieder an den Tory-Kandidaten Wavell Wakefield. Er half bei der Organisation von medizinischer Hilfe für Spanien während des dortigen Bürgerkrieges.

### House of Lords
Addison wechselte im Mai 1937 ins House of Lords, als er zum Baron Addison, of Stallingborough in the County of Lincoln erhoben wurde. Nachdem Harry Snell sich aus krankheitsbedingten Gründen zurückziehen musste, wurde Addison zum Vorsitzenden der Labour-Fraktion im Oberhaus berufen, was er bis zu seinem Tod auch blieb. Bei der Wahl 1945, welche die Labour Party gewinnen konnte, wurde er zum Leader of the House of Lords bestimmt. Im Juli 1945 wurde ihm der erbliche Adelstitel eines Viscounts verliehen und er somit zum Viscount Addison, of Stallingborough in the County of Lincoln, erhoben. Gleichzeitig wurde er Staatssekretär im Ministerium für die Dominions. Im folgenden Jahr wurde er als erster Labourpolitiker in den Hosenbandorden aufgenommen.
Als sich seine Gesundheit zu verschlechtern begann, übernahm er sinekure Ämter, die die Leitung des House of Lords ermöglichten. So war er von 1947 bis 1951 Lordsiegelbewahrer und danach Paymaster General sowie Lord President of the Council.
Als am 26. Oktober 1951 nach den Neuwahlen das zweite Kabinett Winston Churchills die Regierung übernahm, schied Addison beim Rücktritt des Labourkabinetts Attlee aus dem Amt aus. Er starb zwei Monate später.